# Мыс отчаянья (фильм)
«Мыс отча́янья» (фр. Cap Tourmente) — кинофильм режиссёра Мишеля Ланло. 4 номинации на премию «Джини».

## Сюжет
Фильм начинается с того, что спустя несколько месяцев в семью возвращается Алекс (Рой Дюпюи). Семья, судя по всему, практикует «очень близкие сексуальные отношения». Это, во всяком случае, верно для Алекса и его сестры Алфы. Жан-Луи — старый друг семьи — тоже возвращается одновременно с Алексом после приблизительно 10 лет отсутствия. Он также находится в близких отношениях с Альфой и, возможно, имел отношения и с Алексом, и с его матерью Жанной.
Попутно с этим между главными персонажами существует заметная напряжённость, потому что гостиница, которую они содержат, имеет долги. Ко всему прочему единственных гостей заведения прогоняет прочь беспокойство, которое они испытывают из-за неадекватного эмоционального поведения Алекса.
Альфа хотела бы улучшить гостиницу и снова открыть ресторан. Однако Жанна, кажется, теряет интерес к делу и семье. Возможно, она никак не может смириться со смертью мужа за несколько лет до этого. Он, как и Алекс, был моряком.
У Алекса большие проблемы — он занимался контрабандой наркотиков, которая провалилась, и ему пришлось вернуться. К тому же на нём висит долг, о чём он рассказывает Жану-Луи. Алекс знакомится с девушкой Барбарой, которая влюбляется в него и пытается как-то понять его и помочь. Но душевное состояние Алекса настолько запутанно, что он не может раскрыться, и в конце концов даже она не может общаться с ним.
Джин не может понять, почему Алекс всегда стремится травмировать людей, которые любят его. Альфа говорит Жанне, что в последний раз, когда Жан-Луи был в гостинице, она забеременела, но не оставила ребёнка. Теперь она беременна снова, и на сей раз она собирается рожать. В заключительных сценах, наконец, прорывается напряжённость, которая была между героями.
Алекс дарит матери деньги, которые ему дал Жан-Луи, чтобы отдать долги. (Жан-Луи знает, что Джин не возьмёт деньги от него самого). При этом Алекс говорит матери, что теперь она может заплатить долги, но что Жан-Луи оплатил ему сексуальные услуги. Жан-Луи решает, что этого достаточно и вынуждает Алекса уехать. Альфа пробует вернуть Алекса, но тот отказывается, так как знает, что они должны отделиться, если хотят нормально жить. Жанна позволяет Алексу уйти. После этого она переписывает гостиницу на Альфу и уезжает, чтобы путешествовать по миру.

## В ролях
- Одри Лашапель — Жанна O'Нейл
- Рой Дюпюи — Aлекс O'Нейл
- Элиза Гильбо — Aлфа O'Нейл
- Гилберт Сикотт — Жан-Луи Маккензи
- Maша Лимончик — Барбара Крюгер
- Габриел Гаскон — месье Симон
- Люк Пикар — Вилфрид Бурго
- Андре Брассар — Джос
- Mишель Десларье — мадам Хуо
- Каролина Дхавернас — Валери Хуо
- Антан Тремблей — Алекс в детстве
- Эрик Кабана — клиент